# سیارک ۱۱۱۱۱
سیارک ۱۱۱۱۱ (به انگلیسی: 11111 Repunit، نامگذاری:1995WL) یازده هزار و صد و یازدهمین سیارک کشف شده‌است که در ۱۶ نوامبر ۱۹۹۵ کشف شد.
قدر مطلق سیارک برابر ۱۳٫۴۰ است.